# أب الوان (سر أسياب يوسفي)
أب الوان (بالفارسية: آب الوان) هي قرية تقع في إيران في قسم سر أسياب يوسفي الريفي. يقدر عدد سكانها بـ 253 نسمة بحسب إحصاء 2016.